# Звенигородский район (Московская область)
Звенигоро́дский райо́н — административно-территориальная единица в составе Московской области РСФСР, существовавшая в 1929—1957 и 1960—1965 годах.
Звенигоро́дский район образован 12 июля 1929 года в составе Московского округа Московской области.
В состав района вошли город Звенигород, дачные посёлки Голицыно, Дубки, Жаворонки и Юдино и следующие сельсоветы бывшей Московской губернии:
- из Звенигоро́дского уезда:
  - из Ивано-Шныревской волости: Аксиньинский (бывшей Аксиньинской волости (до 19 декабря 1922 года)), Белозеровский, Богачевский, Введенский (бывшей Аксиньинской волости (до 15 апреля 1921 года)), Грязевский, Ершовский (бывшей Аксиньинской волости (селение Супонево (до 15 апреля 1921 года)), бывшей Лучинской волости (селения Ершово и Скоково (до 15 апреля 1921 года))), Ивашковский, Игнатьевский (селение Игнатьево (бывшей Аксиньинской волости (до 15 апреля 1921 года))), Иславский (бывшей Аксиньинской волости (до 15 апреля 1921 года)), Кобяковский (бывшей Аксиньинской волости (до 15 апреля 1921 года)), Козинский (бывшей Аксиньинской волости (до 19 декабря 1922 года)), Луцинский, Наташинский, Палицкий (бывшей Аксиньинской волости (до 19 декабря 1922 года)), Саввинский (селения Дютьково, Новоалександровка и Саввинская Слобода), Уборовский (бывшей Аксиньинской волости (до 19 декабря 1922 года)), Шараповский, Шиховский
  - из Кубинской волости: Асаковский, Болдинский, Волковский, Дютьковский, Кубинский, Михайловский, Наро-Осановский, Никольский, Подлипкинский, Репищевский, Татарковский, Троицкий, Часовенский
  - из Перхушковской волости: Больше-Вязёмский, Больше-Покровский, Больше-Свинорский, Давыдковский, Дарьинский, Захаровский, Знаменский, Ликинский, Мало-Вязёмский, Марушкинский, Назарьевский, Перхушковский, Сидоровский, Солословский, Тарасковский, Успенский, Часцовский, Щедринский
  - из Петровской волости: Глаголевский, Игнатовский, Ильинский, Крутиловский, Лукинский, Мартемьяновский, Петровский, Подосинковский
  - из Ягунинской волости: Андреевский, Игловский, Каринский, Локотненский, Сергиевский, Улитинский, Хаустовский, Ягунинский
- из Моревской волости Можайского уезда: Григоровский.

20 мая 1930 года из Звенигоро́дского района в Наро-Фоминский район были переданы Больше-Покровский, Больше-Свинорский, Глаголевский, Давыдковский, Игнатовский, Ильинский, Крутиловский, Лукинский, Мартемьяновский, Марушкинский, Петровский, Подосинковский и Тарасковский с/с. Знаменский с/с был передан в Кунцевский район, а Григоровский с/с — в Рузский район.
23 июля 1930 года в связи с ликвидацией окружной системы в Союзе ССР Звенигоро́дский район перешёл в прямое подчинение Московской области.
На 1 января 1931 года территория района составляла 1065 км², а население — 51 623 человек. Район включал 55 сельсоветов и 314 населённых пунктов.
5 апреля 1936 года были упразднены Грязевский, Луцинский, Подлипкинский (территория передана в Кубинский с/с) и Репищевский (территория передана в Кубинский с/с) с/с.
4 апреля 1939 года Часовенский с/с был переименован в Чапаевский. 17 июля были упразднены Андреевский, Болдинский, Белозеровский, Дарьинский, Дютьковский, Иславский, Кобяковский, Мало-Вязёмский, Михайловский, Наташинский, Палицкий, Сергиевский, Троицкий, Чапаевский, Часцовский, Щедринский и Ягунинский с/с. Д.п. Юдино был преобразован в сельский населённый пункт, при этом образован Юдинский с/с.
13 июля 1951 года из Тарасковского с/с Наро-Фоминского района в Сидоровский с/с Звенигоро́дского района было передано селение Сумино.
25 января 1952 года из Никольского с/с в Кубинский было передано селение Угрюмово, а из Успенского с/с в Назарьевский — селение Молоденово.
На 1 января 1953 года в районе был 31 сельсовет: Аксиньинский, Асаковский, Богачевский (центр — с. Брехово), Больше-Вязёмский, Введенский, Волковский (центр — с. Троицкое), Ершовский, Захаровский, Ивашковский, Игловский, Игнатьевский, Каринский, Козинский, Кубинский, Ликинский, Локотенский, Назарьевский, Наро-Осановский, Никольский, Перхушковский, Саввинский, Сидоровский (центр — с. Кобяково), Солословский, Татарковский (центр — с. Ченцы), Уборо-Дубецкий, Улитинский, Успенский, Хаустовский, Шараповский, Шиховский, Юдинский.
14 июня 1954 года были упразднены Асаковский (территория передана в Наро-Осановский с/с), Богачевский (территория передана в Часцовский с/с), Волковский (территория (селения Бушарино, Власово, Волково, Никифоровское, Рязань и Троицкое) передана в Улитинский с/с), Ивашковский (территория передана в Ершовский с/с), Игловский (территория передана в Каринский с/с), Игнатьевский (территория (селение Игнатьево) передана в Ершовский с/с), Козинский (территория передана в Аксиньинский с/с), Локотенский (территория передана в Улитинский с/с), Перхушковский (территория передана в Юдинский с/с), Солословский (территория передана в Назарьевский с/с), Татарковский (территория передана в Часцовский с/с), Уборовский (территория передана в Успенский с/с), Хаустовский (территория передана в Каринский с/с) и Шиховский (территория передана в Саввинский с/с) с/с. Образован Часцовский с/с.
22 июня 1954 года из Улитинского с/с в Каринский были переданы селения Покровское и Тараканово, а из Юдинского с/с в Ликинский — селения Жаворонки, Катуары, Осоргино и Солманово.
17 января 1955 года из Назарьевского с/с в Юдинский было передано селение Власиха.
18 февраля 1955 года селение Дунино Аксиньинского с/с было переименовано в Пришвино.
28 марта 1956 года из Сидоровского с/с Звенигоро́дского района в Петровский с/с Наро-Фоминского района было передано селение Сумино.
7 декабря 1957 года Звенигоро́дский район был упразднён. Его территория была включена в состав Кунцевского района.
28 июля 1960 года после включения города Кунцево и части территории Кунцевского района в состав Москвы при её расширении центр района был перенесён в Звенигород, а сам район переименован в Звенигоро́дский, при этом город Звенигород отнесен к категории городов областного подчинения (Указ Президиума Верховного совета РСФСР) (Ведомости Верховного Совета РСФСР. — 1960. — № 30 (101) от 25 августа. — С. 425). Район был восстановлен в прежнем составе с добавлением города Одинцово и Акуловского с/с. 30 сентября из Усовского с/с Красногорского района в Звенигоро́дский были переданы селения Большое Сареево, Горки-2, Знаменское, Лайково, Лызлово и Малое Сареево, на которых был образован Горский с/с.
15 декабря 1962 года дачный посёлок Голицыно был преобразован в рабочий посёлок.
1 февраля 1963 года в ходе реформы АТД СССР был образован Звенигородский укрупнённый сельский район. В его состав вошли следующие сельсоветы:
- из бывшего Звенигоро́дского района: Аксиньинский, Акуловский, Больше-Вязёмский, Введенский, Горский, Ершовский, Захарвоский, Каринский, Кубинский, Ликинский, Назарьевский, Наро-Осановский, Никольский, Саввинский, Сидоровский, Улитинский, Успенский, Часцовский, Шараповский, Юдинский
- из Красногорского района: Барвихинский, Воронковский, Ильинский, Мамоновский, Марьинский, Новоивановский, Павшинский
- из Наро-Фоминского района: Атепцевский, Каменский, Крюковский, Марушкинский, Новофедоровский, Первомайский, Петровский, Ташировский
- из Ульяновского района: Внуковский, Терешковский, Филимонковский
- из Истринского района: Обушковский, Павло-Слободский.

31 августа 1963 года Павшинский с/с был переименован в Митинский.
11 января 1965 года Звенигоро́дский сельский район был упразднён, а его территория разделена между Истринским, Красногорским, Ленинским, Наро-Фоминским и Одинцовским районами.

## Состав

### Населённые пункты в составе сельсоветов
- Игнатьево (Игнатьевский сельсовет (до 14 июня 1954 года), Ершовский сельсовет (с 14 июня 1954 года и до конца длительности 11 января 1965 года (перерыв с 7 декабря 1957 по 28 июля 1960 года)))
- Молоденово (Успенский сельсовет (до 25 января 1952 года), Назарьевский сельсовет (с 25 января 1952 года и до конца длительности 11 января 1965 года (перерыв с 7 декабря 1957 по 28 июля 1960 года)))
- Сумино (Тарасковский сельсовет (до 20 мая 1930 года), Сидоровский сельсовет (с 13 июля 1951 по 28 марта 1956 года), Петровский сельсовет (с 1 февраля 1963 по 11 января 1965 года))